# Martijn de Veer
Martijn de Veer (ur. 21 listopada 2002) – holenderski gimnastyk, olimpijczyk z Paryża 2024.
Mieszka w Rotterdamie

## Udział w zawodach międzynarodowych
| Impreza            | Rok  | Miejsce   | Przyrząd             | Przyrząd | Przyrząd | Przyrząd | Przyrząd | Przyrząd | Wielobój     | Wielobój  |   |   |   |
| Impreza            | Rok  | Miejsce   | F                    | PH       | R        | V        | PB       | HB       | indywidualny | drużynowy |   |   |   |
| ------------------ | ---- | --------- | -------------------- | -------- | -------- | -------- | -------- | -------- | ------------ | --------- | - | - | - |
| Impreza            | Rok  | Miejsce   | Igrzyska olimpijskie | 2024     | Paryż    | K        | —        | K        | K            | —         | K | — | K |
| Mistrzostwa świata | 2022 | Liverpool | K                    | —        | —        | —        | K        | K        | 115          | 13        |   |   |   |
| Mistrzostwa Europy | 2022 | Monachium | K                    | —        | K        | —        | K        | K        | —            | —         |   |   |   |

legenda:
- K - nie zakwalifikował się do finału
- — - nie brał udziału